# Sindre Walle Egeli
Sindre Walle Egeli, né le 21 juin 2006 à Larvik en Norvège, est un footballeur international norvégien qui joue au poste d'ailier droit au FC Nordsjælland.

## Biographie

### En club
Né à Larvik en Norvège, Sindre Walle Egeli est formé par le Sandefjord Fotball. Considéré comme l'un des joueurs norvégiens les plus prometteurs de sa génération, il rejoint en 2022 le club danois du FC Nordsjælland.
Egeli joue son premier match en professionnel le 9 décembre 2023, à l'occasion d'une rencontre de coupe du Danemark face à l'Akademisk Boldklub. Il entre en jeu et son équipe s'impose par deux buts à un.

### En sélection
Il se fait remarquer avec l'équipe de Norvège des moins de 16 ans en se montrant adroit devant le but, battant même le record de buts inscrit avec cette sélection.
Egeli est initialement retenu dans la liste des joueurs de les moins de 19 ans pour participer au Championnat d'Europe des moins de 19 ans en 2024 mais déclare finalement forfait.
Il se fait remarquer avec les moins de 17 ans en réalisant notamment un triplé en l'espace de six minutes le 23 octobre 2022, lors d'un match remporté par son équipe contre l'Arménie (7-0 pour les Norvégiens score final). 
En septembre 2024, Sindre Walle Egeli est convoqué pour la première fois avec l'équipe nationale de Norvège par le sélectionneur Ståle Solbakken. Le joueur de 18 ans est l'une des surprises de la liste après un début de saison 2024-2025 réussi avec son club du FC Nordsjælland. Il honore sa première sélection lors de ce rassemblement, le 6 septembre 2024, lors d'un match contre le Kazakhstan. Il entre en jeu et les deux équipes se neutralisent (0-0 score final).